# ماوريسيو بوزو كوينتيروس
ماوريسيو بوزو كوينتيروس (بالإسبانية: Mauricio Pozo)‏ هو لاعب كرة قدم تشيلي في مركز الدفاع، ولد في 16 أغسطس 1970 في San Vicente de Tagua Tagua ‏ في تشيلي. شارك مع منتخب تشيلي لكرة القدم. أما مع النوادي، فقد لعب مع ديبورتيس ماجالانز ويونيون إسبانيولا.

## وصلات خارجية
- ماوريسيو بوزو كوينتيروس على موقع قاعدة بيانات كرة القدم.إي يو (الإنجليزية)
- ماوريسيو بوزو كوينتيروس على موقع ناشيونال فوتبول تيمز (الإنجليزية)
- ماوريسيو بوزو كوينتيروس على موقع Soccerway.com (الإنجليزية)
- ماوريسيو بوزو كوينتيروس على موقع عالم كرة القدم.نت (الإنجليزية)